# Willy Schmelcher

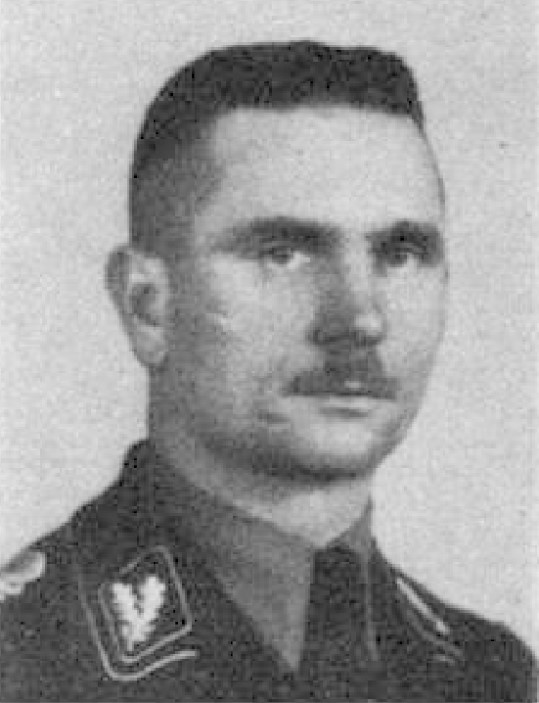
Willy Schmelcher, hier SS-Oberführer (1938)

Willy Schmelcher (* 25. Oktober 1894 in Eppingen; † 15. Februar 1974 in Saarbrücken) war ein deutscher Bauingenieur, SS-Gruppenführer, Generalleutnant der Polizei, Politiker (NSDAP), Polizeipräsident sowie SS- und Polizeiführer.

## Werdegang
Der Sohn eines Glasermeisters schloss 1911 erfolgreich die Realschule in Eppingen ab. Bis 1914 studierte Schmelcher an der Baugewerbeschule Stuttgart. Er nahm als Pionier von August 1914 bis September 1918 am Ersten Weltkrieg teil und war danach bis Januar 1920 in englischer Kriegsgefangenschaft. Nach der 1920 erfolgten Reifeprüfung an der Oberrealschule Stuttgart studierte er Bauingenieurswesen. Während seines Studiums wurde er 1920/21 Mitglied der Landsmannschaft Borussia Stuttgart. Er machte 1925 sein Examen zum Diplom-Ingenieur an der Technischen Hochschule in Stuttgart. Danach bereitete er sich bei der württembergischen Ministerialabteilung in Stuttgart zum Dienst für den Straßen- und Wasserbau vor. 1927 erfolgte seine Staatsprüfung zum Regierungsbaumeister im Fach Bauingenieurwesen. Ab 1927 arbeitete er in Neustadt an der Haardt, zunächst bei einem Wasser- und Abwasserverband, ab 1932 für eine Baumaschinenfirma. 1934 heiratete Schmelcher; aus der Ehe gingen mindestens vier Kinder hervor.
Schmelcher war von 1920 bis 1928 Mitglied des Wehrverbandes Bund Wiking. Nach der Auflösung des Bundes trat er im Juni 1928 der NSDAP (Mitgliedsnummer 90.783) und der SA bei. Von 1929 bis 1934 gehörte er der NSDAP-Fraktion im Stadtrat Neustadt an und wurde deren Vorsitzender. In der SA war er von 1928 bis August 1930 Gauführer für Baden. Von 1929 bis 1934 war er Fraktionsvorsitzender der NSDAP im Stadtrat von Neustadt. Im Juni 1930 wurde Schmelcher Mitglied der SS (Mitgliedsnr. 2648); zwei Monate später verließ er die SA im Rang eines Standartenführers. Im September 1932 setzte Gauleiter Josef Bürckel den „gefügigeren“ Schmelcher als Führer der 10. SS-Standarte in Kaiserslautern ein. Schmelchers Amtsvorgänger Theodor Eicke war im Zuge der „Pirmasenser Bombenaffäre“ abgelöst worden. Schmelcher blieb bis Juli 1935 Führer der Standarte.
Nach der Machtübertragung an die Nationalsozialisten wurde Schmelcher im März 1933 Fraktionsvorsitzender der NSDAP im Pfälzischen Kreistag und bekleidete dieses Amt bis 1937. Von November 1933 bis zum Ende des NS-Regimes im Frühjahr 1945 gehörte er dem nationalsozialistischen Reichstag an. Von März 1935 bis 1942 war er Polizeipräsident in Saarbrücken. Zwischenzeitlich war er nach dem Anschluss Österreichs im Frühjahr 1938 stellvertretender Gauwahlleiter der Partei in Niederösterreich.
Während des Zweiten Weltkrieges leistete er 1940 kurzzeitig Kriegsdienst. Nach der deutschen Besetzung Frankreichs war Schmelcher von Dezember 1940 bis Januar 1942 mit der Wahrnehmung der Geschäfte des Polizeipräsidenten von Metz beauftragt. Nach dem deutschen Angriff auf die Sowjetunion war Schmelcher von Mitte November 1941 bis Anfang Juli 1943 als SS- und Polizeiführer (SSPF) in Tschernigow tätig und ebenfalls als SSPF in Shitomir von Mai 1943 bis Ende September 1943. Zum SS-Gruppenführer und Generalleutnant der Polizei wurde er im November 1943 ernannt. Im Dezember 1944 amtierte er vertretungsweise als Höherer SSPF „Warthe“ mit Dienstsitz in Posen. Von Oktober 1943 bis Anfang Mai 1945 war Schmelcher als Nachfolger von Hans Weinreich Leiter der Technischen Nothilfe im Hauptamt Ordnungspolizei.
Nach Kriegsende befand sich Schmelcher in alliierter Internierung. Im Januar 1949 wurde er letztlich als Minderbelasteter entnazifiziert. Schmelcher war von 1954 bis 1962 Mitarbeiter in der Abteilung Zivilverteidigung im Saarländischen Innenministerium. Schmelcher starb im Februar 1974 in Saarbrücken.